# Mutemuia
Mutemuia (Mut en su barca divina) fue una reina del Antiguo Egipto que vivió en el siglo XIV a. C. Era una de las esposas de Tutmosis IV y la madre de Amenofis III, faraones de la dinastía XVIII.

## Origen
Como en la mayoría de los casos, el origen de Mutemuia es una incógnita, lo único seguro es que no era una princesa real ya que no tiene el título de Hija del Rey. Hay quienes la hacen hija de Artatama I, sería así una de las primeras princesas de Mitani enviadas a la corte tebana como muestra de la alianza entre ambos países, mientras que otros creen que pudo ser hija de un comandante de carros de origen sirio y de nombre Yei, y hermana de Yuya (un hombre que alcanzaría gran importancia durante el reinado de Amenofis III y sería el padre de la reina Tiy. Cualquiera de estas dos opciones está aún por comprobar.

## Biografía
Mutemuia era esposa y madre antes de que su marido alcanzase el trono, cosa que era algo complicada, pues ocupaba el quinto o sexto lugar en la línea sucesoria. Cuando, por azares del destino, Tutmosis IV llegó a rey, Mutemuia se tuvo que contentar con ser desplazada por dos princesas de sangre real (Nefertari e Iaret), que ocuparon el cargo de Gran Esposa Real, cosa que ella solo conseguiría a la muerte de su marido.
| G15 | t | M · P3 | B7 |

| G15 | t | M · P3 | B7 |

Cuando Amenhotep III fue coronado faraón tras el breve reinado de Tutmosis IV, Mutemuia asumió la regencia del niño, de apenas doce años, y concertó con su posible hermano Yuya el matrimonio con Tiy, desechando las candidaturas de las hijas nacidas del difunto Tutmosis IV con sus dos grandes esposas reales (es probable que Mutemuia les guardase inquina por haberla desplazado). Rodeada de todo tipo de lujos y habiendo logrado su sueño, la reina madre murió a una avanzada edad a finales del reinado de su hijo.
Es innegable el poder que ejerció esta mujer sobre su hijo, sobre todo en los primeros años de reinado. Como regalo a su progenitora y para legitimar aún más su ascenso al trono, Amenofis III declaró, y así lo hizo representar en el bello templo de Luxor, que era fruto de la unión entre Mutemuia y del propio dios Amón-Ra. Declararse hijo de Amón y ser deificado en vida era algo infrecuente en Egipto, y solo unos pocos reyes antes que Amenofis III, como por ejemplo Hatshepsut, recurrieron a tal maniobra.
Aparte de Amenofis III, Mutemuia tuvo otros hijos con Tutmosis IV, como el joven Amenemhat.
Fue enterrada en la necrópolis tebana.

## Títulos

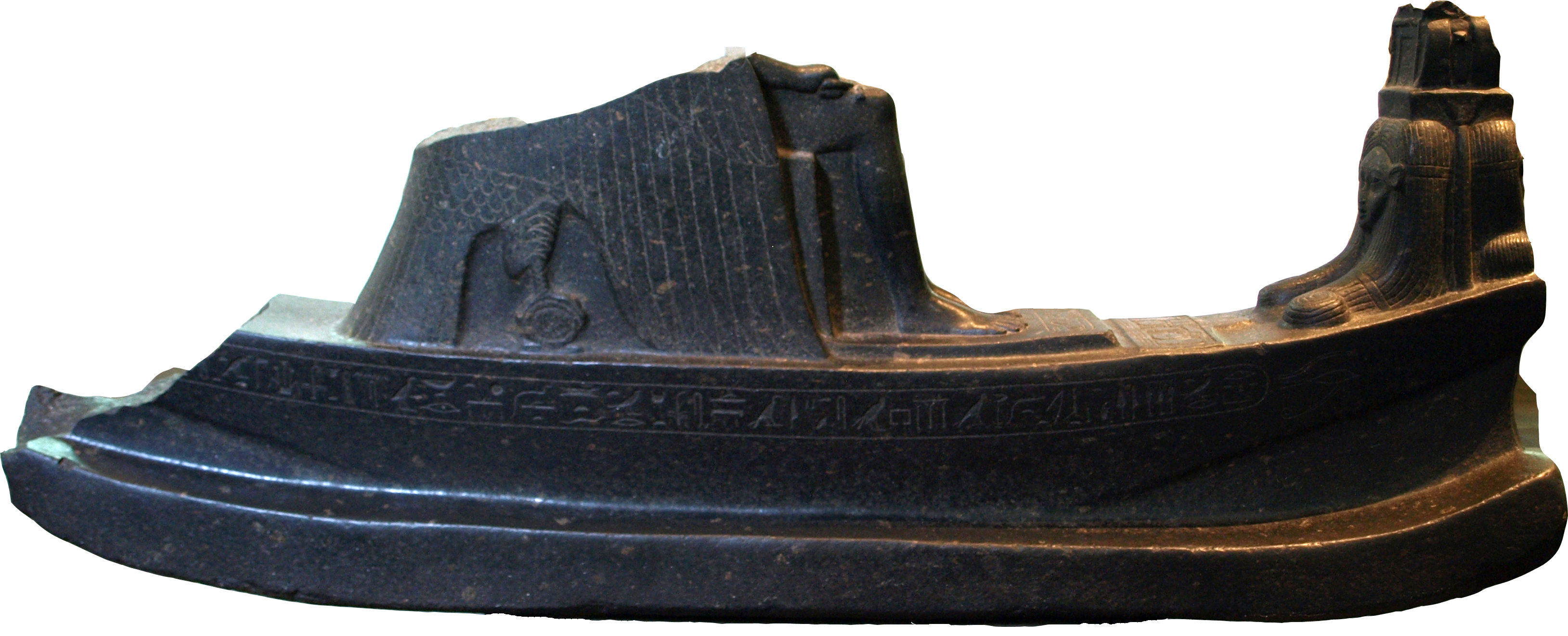
Barca sagrada de granito negro, dedicada a Mutemuia. Museo Británico.

Se desconoce cuáles de estos títulos portó durante su etapa como esposa de Tutmosis y cuáles fueron obsequio de su hijo. En total llevó los siguientes:,
- Esposa del Dios (hm.t-ntr)
- Gran Esposa Real (hm.t-nisut-ur.t)
- Señora de Las Dos Tierras (nb.t-t3uy)
- Gran Esposa Real, su amada (hm.t-nisu.t-ur.t mery.t)
- Princesa hereditaria (iry.t-p`.t)
- Merecedora de alabanzas (ur.t-hzu.t)
- Dulzura del amor (bnr.t-mru.t)
- Señora de Alto y Bajo Egipto (hnu.t-Shm’u-mhu)
- Madre del Dios (mut-ntr)
- Madre del Rey (mut netjer)

Los dos últimos son equivalentes, ya que el Faraón se había declarado dios.

## Testimonios de su época
- Está representada en el Templo de Luxor, en unas escenas que muestran el nacimiento de su divino hijo Amenofis.
- Una estatua que la muestra en un barco se encontró en Karnak y ahora se conserva en el Museo Británico. Probablemente pertenecía al ajuar de su templo funerario.
- Junto con su nuera Tiy está en los Colosos de Memnon erigidos por Amenofis III, lo que según algunos egiptólogos demuestra su longevidad.[5]
- Una mención a su finca en el sello de una jarra de vino encontrada en el palacio de Tebas, que indica su longevidad.[6]

Referencias

### Citas
1. 1 2  Bart: op. cit.
2. ↑  Grimal: op. cit., 221.
3. ↑  Bryan: op. cit., pág. 119
4. ↑  Bryan: op. cit., pp. 113-118
5. ↑  Dodson y Hilton: op. cit., pp.137 y 140.
6. ↑  O'Connor y Cline: op. cit., pág. 5.